# Hartha
Hartha è una città di 6 777 abitanti della Sassonia, in Germania.
Appartiene al circondario (Landkreis) della Sassonia centrale (targa FG).